# آلبرت دوم بلژیک
آلبرتِ دوّم (زادهٔ ۶ ژوئن ۱۹۳۴ در بروکسل) در فاصله سال‌های ۱۹۹۳ تا ۲۰۱۳ پادشاه مشروطه بلژیک بود. او پسر دوم لئوپولد سوم بلژیک و همسر اول او، شاهزاده آسترید سوئد است. وی در سال ۱۹۹۳ پس از درگذشت برادرش بودوان اول که فرزندی نداشت، به سلطنت رسید و تا زمان کناره‌گیری‌اش از سلطنت در ۲۱ ژوئیه ۲۰۱۳ در این مقام باقی ماند. وی دایی آنری، دوک اعظم لوگزامبورگ است. آلبرت دوم پسرخاله ی هارالد پنجم نروژ است.
در روز ۳ ژوئیه ۲۰۱۳، آلبرت دوم اعلام کرد در ۲۱ ژوئیه (روز ملی بلژیک) همان سال، به نفع پسر بزرگ خود فیلیپ از سلطنت کناره‌گیری خواهد کرد. در تاریخ ذکر شده وی با امضای متن استعفای خود، مقام سلطنت را به پسر خود واگذار کرد. به این ترتیب بعد از پاپ بندیکت شانزدهم و ملکه بئاتریکس هلند وی سومین رئیس کشور اروپایی است که در سال ۲۰۱۳ از مقام خود کناره‌گیری می‌کند.